# Station Dobieszyn
Station Dobieszyn is een spoorwegstation in de Poolse plaats Dobieszyn.